# Галинсога четырёхлучевая
Галинсо́га четырёхлучева́я, Галинсога реснитчатая, также Галинзога реснитчатая (лат. Galinsóga quadriradiáta) — травянистое растение, вид рода Галинзога семейства Сложноцветные (Compositae).
Опушённое однолетнее растение родом из Мексики, распространившееся по всем континентам. Часто встречается в нарушенных местообитаниях.

## Ботаническое описание
Однолетнее травянистое растение (8)20—62(75) см высотой. Стебель единственный, разветвлённый, покрытый густым белым оттопыренным опушением, а также рассеянными желёзками.
Листья супротивно расположенные, зелёные, яйцевидной формы, с клиновидным или выемчатым основанием, с крупнозубчатым краем, на черешках, покрытые оттопыренным простым и коротким железистым опушением, 2—5(6) см длиной и 1,5—4,5 см шириной.
Корзинки 4—5 мм в поперечнике, собранные в полузонтики, на неравных опушённых цветоножках. Обёртка полушаровидная до колокольчатой, состоит из широколанцетовидных опушённых листочков. Краевые ложноязычковые цветки обычно белые, редко розовые, обычно в числе 5, с язычком 0,9—2,5×0,9—2 мм. Трубчатые цветки в количестве 15—35, жёлтые.
Семянки 1,5—1,8 мм длиной, клиновидные, гранистые, тёмно-серые, покрытые прижатым опушением. Хохолок плёнчатый, у краевых семянок сильно короче их по длине, у срединных — равный им или даже длиннее.

## Распространение
Родина растения — Мексика, естественный ареал охватывает и север Южной Америки. Растение завезено в умеренные регионы Северной Америки, Евразии и Африки, где широко распространилось. Встречается на Европейской части России, включая Ленинградскую область.

## Классификация

### Таксономия[4]
Galinsoga quadriradiata Ruiz & Pav., 1798, Syst. Veg. Fl. Peruv. Chil. 1: 198 Вид был впервые описан в монографии перуанской и чилийской флоры И. Руиса и Х. Павона, вышедшей в декабре 1798 года.
Вид Галинсога четырёхлучевая относится к роду Галинсога семейства Астровые (Asteraceae) порядка Астроцветные (Asterales). Кладограмма в соответствии с Системой APG IV:
|  |                                      |  |                                   |                                   |                    |  | ещё 10 семейств | ещё 10 семейств |                          |  |  |  | еще 11 подтвержденных и 9 в статусе "непроверенных" видов и инфравидовых таксонов |
|  |                                      |  |                                   |                                   |                    |  | ещё 10 семейств | ещё 10 семейств |                          |  |  |  | еще 11 подтвержденных и 9 в статусе "непроверенных" видов и инфравидовых таксонов |
|  |                                      |  |                                   | порядок Астроцветные              |                    |  |                 |                 | род Галинсога            |  |  |  |                                                                                   |
|  |                                      |  |                                   | порядок Астроцветные              |                    |  |                 |                 | род Галинсога            |  |  |  |                                                                                   |
|  | отдел Цветковые, или Покрытосеменные |  |                                   |                                   | семейство Астровые |  |                 |                 | Галинсога четырёхлучевая |  |  |  |                                                                                   |
|  | отдел Цветковые, или Покрытосеменные |  |                                   |                                   | семейство Астровые |  |                 |                 |                          |  |  |  |                                                                                   |
|  |                                      |  | ещё 63 порядка цветковых растений | ещё 63 порядка цветковых растений |                    |  |                 | ещё 1804 рода   | ещё 1804 рода            |  |  |  |                                                                                   |
|  |                                      |  |                                   | ещё 63 порядка цветковых растений |                    |  |                 |                 | ещё 1804 рода            |  |  |  |                                                                                   |

### Синонимы
- Adventina ciliata  Raf.
- Ageratum perplexans  M.F.Johnson
- Baziasa urticifolia  Steud.
- Galinsoga allaeocarpa  Spreng.
- Galinsoga aristulata  E.P.Bicknell
- Galinsoga bicolorata  H.St.John & D.White
- Galinsoga bicolorata  St.John & D.White
- Galinsoga brachystephana  Regel
- Galinsoga brachystephana  Otto ex Heer & Regel
- Galinsoga brachystephana  Otto
- Galinsoga caracasana  Sch.Bip.
- Galinsoga ciliata  S.F.Blake
- Galinsoga ciliata f. ciliata
- Galinsoga ciliata subsp. ciliata
- Galinsoga eligulata  Cuatrec.
- Galinsoga hispida  (DC.)  Hieron.
- Galinsoga hispida  Benth.
- Galinsoga hispida var. albiflora  Fenzl
- Galinsoga hispida var. hispida
- Galinsoga hispida var. purpurascens  Fenzl
- Galinsoga humboldtii  Hieron.
- Galinsoga parviflora f. discoidea  Thell.
- Galinsoga parviflora f. vargasiana  Thell.
- Galinsoga parviflora subsp. hispida  (DC.)  O.Bolòs & Vigo
- Galinsoga parviflora subsp. quadriradiata  (Ruiz & Pav.)  Pers.
- Galinsoga parviflora var. caracasana  (DC.)  A.Gray
- Galinsoga parviflora var. hispida  DC.
- Galinsoga parviflora var. quadriradiata  (Ruiz & Pav.)  Poir.
- Galinsoga purpurea  H.St.John & D.White
- Galinsoga quadriradiata f. albiflora  Fenzl ex Thell.
- Galinsoga quadriradiata f. quadriradiata
- Galinsoga quadriradiata f. vargasiana  Thell.
- Galinsoga quadriradiata subsp. hispida  (DC.)  Thell.
- Galinsoga quadriradiata subsp. quadriradiata
- Galinsoga quadriradiata var. hispida  (DC.)  Thell.
- Galinsoga quadriradiata var. quadriradiata
- Galinsoga urticifolia  Benth.
- Jaegeria urticaefolia  (Kunth)  Spreng.
- Jaegeria urticifolia  Spreng.
- Sabazia urticifolia  DC.
- Sabazia urticifolia var. urticifolia
- Sabazia urticifolia var. venezuelensis  Steyerm.
- Stemmatella lehmannii  Hieron.
- Stemmatella urticifolia  O.Hoffm. ex Hieron.
- Stemmatella urticifolia  (Kunth)  O.Hoffm.
- Stemmatella urticifolia var. eglandulosa  Hieron.
- Stemmatella urticifolia var. urticifolia
- Vargasia caracasana  DC.
- Vasargia caracasana  Steud.